# Chlenias melanoxysta
Chlenias melanoxysta là một loài bướm đêm trong họ Geometridae.